# Kanton Auch-Nord-Ouest
Der Kanton Auch-Nord-Ouest war von 1973 bis 2015 ein französischer Wahlkreis in der Region Midi-Pyrénées. Er lag im Arrondissement Auch und im Département Gers. Hauptort war Auch.
| Gemeinde             | Einwohner | Code postal | Code Insee |
| -------------------- | --------- | ----------- | ---------- |
| Auch *               | 21.838    | 32000       | 32013      |
| Castin               | 261       | 32810       | 32091      |
| Duran                | 665       | 32810       | 32117      |
| Mirepoix             | 171       | 32390       | 32258      |
| Montaut-les-Créneaux | 618       | 32810       | 32279      |
| Preignan             | 961       | 32810       | 32331      |
| Roquelaure           | 454       | 32810       | 32348      |
| Sainte-Christie      | 418       | 32390       | 32368      |

* Teilbereich; die angegebene Einwohnerzahl bezieht sich auf die Gesamtstadt